# Старшак, Ипполит
Ипполит Чеслав Старшак (пол. Hipolit Czesław Starszak; 30 октября 1939, Лобженица — 19 января 2015, Варшава) — сотрудник Службы безопасности ПНР, полковник; заместитель Генерального прокурора ПНР в 1984—1990 годах.

## Биография

### Карьера в спецслужбах
Родился 30 октября 1939 года в Лобженице в семье Чеслава и Барбары Старшаков. Выпускник Варшавского университета. Член Союза польских харцеров, Союза польской молодёжи, Союза социалистической молодёжи и Объединения польских студентов. Член Польской объединённой рабочей партии с 19 октября 1959 года.
В органах безопасности ПНР с 4 сентября 1962 года, начинал службу в должности следственного офицера I отдела Следственного бюро МВД ПНР. С 6 января по 8 июля 1964 года — слушатель 6-месячных специальных офицерских курсов Следственного бюро Учебного центра МВД в Легионово, по окончании которых стал следственным офицером. С 10 по 20 ноября 1966 года — в составе польской служебной делегации во Франции. Старший следственный офицер с 1 марта 1967 года, инспектор с 1 апреля 1967 года, старший инспектор I отдела с 1 июня 1969 года, старший инспектор IV отдела Следственного бюро МВД ПНР с 1 января 1970 года.
Старшак участвовал в ведении ряда дел против польских диссидентов и антикоммунистов в 1960-е, 1970-е и 1980-е годы. Среди тех, чьи дела он вёл, были студенты из левого движения «Коммандос», Яцек Куронь и Кароль Модзелевский и католическое движение «Свет — Жизнь». В 1967 году он расследовал дело в отношении Ежи Стравы (пол. Jerzy Strawa), который был признан виновным в шпионаже в пользу разведуправления Министерства обороны США и расстрелян через год (это была предпоследняя смертная казнь в отношении гражданина ПНР за шпионаж в пользу враждебного государства).
В 1969 году был одним из расследовавших так называемое «дело татровцев». Получил благодарность от руководства с формулировкой «за выяснение и документирование сложного уголовного дела в отношении группы лиц, сотрудничавших с радиостанцией „Свободная Европа“». Также он вёл дело об убийстве Гжегожа Пшемыка, а руководимое им Следственное бюро снабжало пресс-секретаря польского правительства Ежи Урбана информацией из оперативных материалов.
С 15 апреля 1971 по 20 мая 1974 года — заместитель начальника I отдела Следственного бюро. С 1 сентября 1973 по 12 июня 1974 года — слушатель специальных курсов Высшей школы КГБ. Из польских слушателей курсов был признан лучшим, получив отметку «очень хорошо». Среди изученных им предметов были «контрразведывательная деятельность органов безопасности в отношении спецслужб империалистических стран» (158 часов), «организация работы и управление в советской контрразведке» (22 часа), «специальная психология» (30 часов), «советская криминалистика» (112 часов).
С 30 мая по 5 июня 1976 года — в составе польской служебной делегации в СССР. С 1 марта 1978 по 15 сентября 1981 — заместитель директора Следственного бюро МВД ПНР, с 15 сентября 1981 по 1 августа 1983 — директор Следственного бюро, с 1 августа 1983 по 31 марта 1984 — начальник воеводского УВД в Седльце. С 31 марта 1984 года — в распоряжении директора Департамента кадров МВД ПНР. С 19 апреля 1984 по 15 апреля 1990 года — заместитель Генерального прокурора ПНР.
14 ноября 1982 года вместе с прокурором полковником Болеславом Клисем встретился с Лехом Валенсой в здании Главной военной прокуратуры, чтобы сообщить ему о принципах введённого военного положения и вынудить его подписать декларацию о принятии этих принципов. Валенса не подписал документы, но устно пообещал придерживаться этих правил. В архивах Института национальной памяти хранятся машинописный текст с подписями Клися и Старшака и текст, который отказался подписывать Валенса. В 1984—1986 годах — член Воеводского комитета ПОРП в Седльце, в 1986 году — делегат X съезда ПОРП.
Из прокуратуры уволен в 1990 году премьером Тадеушем Мазовецким.

### После карьеры
В феврале 1991 года Ежи Урбан нанял его на должность директора в издательском доме Urma, выпускавшем еженедельник Nie. В 2002 году Старшак участвовал в работе уставно-регламентарного комитета Ассоциации по управлению распространения прессы. В 2004 году был рекомендован Суду Польской палаты издателей прессы.
Старшак был одним из свидетелей по делу об убийстве Главного коменданта полиции Польши Марека Папалы: вечером 25 июня 1998 года, за несколько часов до своей гибели, Папала был в гостях у бывшего сотрудника Службы безопасности ПНР Юзефа Сасина, и среди гостей присутствовал Старшак. В 2002 году Старшак помог отыскать адвоката предпринимателю Эдварду Мазуру, которого арестовала полиция по подозрению в причастности к убийству Папалы: в день убийства Мазур также был в гостях у Сасиных и предлагал Папале пораньше уйти, хотя тот отказался. Вскоре Мазур был освобождён из-под стражи и уехал в США. В 2006 году его задержала полиция Чикаго по требованию польских властей, однако в 2007 году суд отказал Польше в его экстрадиции на родину. О деятельности Старшака в Следственном бюро ПНР было подробно рассказано в номере 21 еженедельника Wprost за 2004 год, в статье Ярослава Якимчика.
Ипполит Старшак скончался 19 января 2015 года в Варшаве. Похоронен на Северном коммунальном кладбище. Личное дело Старшака под номером IPN BU 710/466 хранится в Институте национальной памяти.

### Личная жизнь
Был женат. Тесть футболиста Дариуша Вдовчика.